# Valoa ikkunassa
Chansons représentant la Finlande au Concours Eurovision de la chanson
Tipi-tii
(1962)
Singles de Laila Kinnunen
Sommar i Palma
(1961) Kaikkialla
(1961)
Valoa ikkunassa (« Les lumières à la fenêtre ») est une chanson interprétée par la chanteuse finlandaise Laila Kinnunen, sortie en 45 tours en 1961. 
C'est la première chanson ayant représenté la Finlande à l'Eurovision lors du concours de 1961.
Elle a également été enregistré par Laila Kinnunen dans une version suédoise sous le titre Ett ljus i ett fönster (« Une lumière dans une fenêtre »).

## À l'Eurovision

### Sélection
Le 12 février 1961, ayant remporté l'Euroviisut 1961, la chanson Valoa ikkunassa est sélectionnée pour représenter le Finlande au Concours Eurovision de la chanson 1961 le 18 mars à Cannes, en France.

### À Cannes
La chanson est intégralement interprétée en finnois, langue officielle de la Finlande, comme le veut la coutume avant 1965. L'orchestre est dirigé par George de Godzinsky.
Valoa ikkunassa est la quatrième chanson interprétée lors de la soirée du concours, suivant Sehnsucht de Jimmy Makulis pour l'Autriche et précédant la chanson Neke davne zvezde de Ljiljana Petrović pour la Yougoslavie.
À l'issue du vote, elle obtient 6 points et se classe 10e — à égalité avec Allons, allons les enfants de Colette Deréal pour Monaco et Wat een dag de Greetje Kauffeld pour les Pays-Bas — sur 16 chansons,.

## Liste des titres
| A1. | Valoa ikkunassa | Eino Hurme, Sauvo Puhtila (es) |  |
| A2. | Pikku ikkuna    | Kari Tuomisaari (fi)           |  |

## Classements

### Classements hebdomadaires
| Classement (1961)    | Meilleure position |
| -------------------- | ------------------ |
| Finlande (Billboard) | 10                 |

## Historique de sortie
| Pays     | Date | Format   | Label   |
| -------- | ---- | -------- | ------- |
| Finlande | 1961 | 45 tours | Scandia |